# ديكر أزرق
الديكر الأزرق (الاسم العلمي: Philantomba monticola) ديكر صغير متوطن في غابات وسط إفريقيا، في أنغولا، جمهورية الكونغو، جمهورية الكونغو الديمقراطية، السودان، ناميبيا، زامبيا، أوغندا وجنوب إفريقيا.